# Alexander Windsor
Hrabě z Ulsteru, major Alexander Patrick Gregers Richard Windsor; (* 24. října 1974, Londýn) je jediným synem prince Richarda, vévody z Gloucesteru a Birgitte, vévodkyně z Gloucesteru a hrabě z Ulsteru.

## Život
Narodil se 24. října 1974 v Londýně jako syn Richarda, vévody z Gloucesteru a Birgitte, vévodkyně z Gloucesteru. Studoval na Eton College a poté na King's College London a na Královské vojenské akademie v Sandhurstu získal bakalářský titul z válečných studií.
V King's Royal Hussars sloužil jako podporučík a jeho služebním číslem bylo 548299. Roku 1998 dosáhl hodnosti nadporučíka a roku 2000 hodnost kapitána. Sloužil v Severním Irsku, Kosovu a Iráku. Dne 28. dubna 2008 získal hodnost majora.
Dne 22. června 2002 se v Královské kapli St James's Palace oženil s fyzičkou Claire Booth (* 29. 12. 1977). Spolu mají dvě děti:
- 1. Xan Richard Anders Windsor, Lord Culloden (* 12. 3.  2007)
- 2. Cosima Rose Alexandra Windsor (* 20. 5. 2010)

Je dědicem titulu vévody z Gloucesteru.